# Mechanika konstrukcji budowlanych

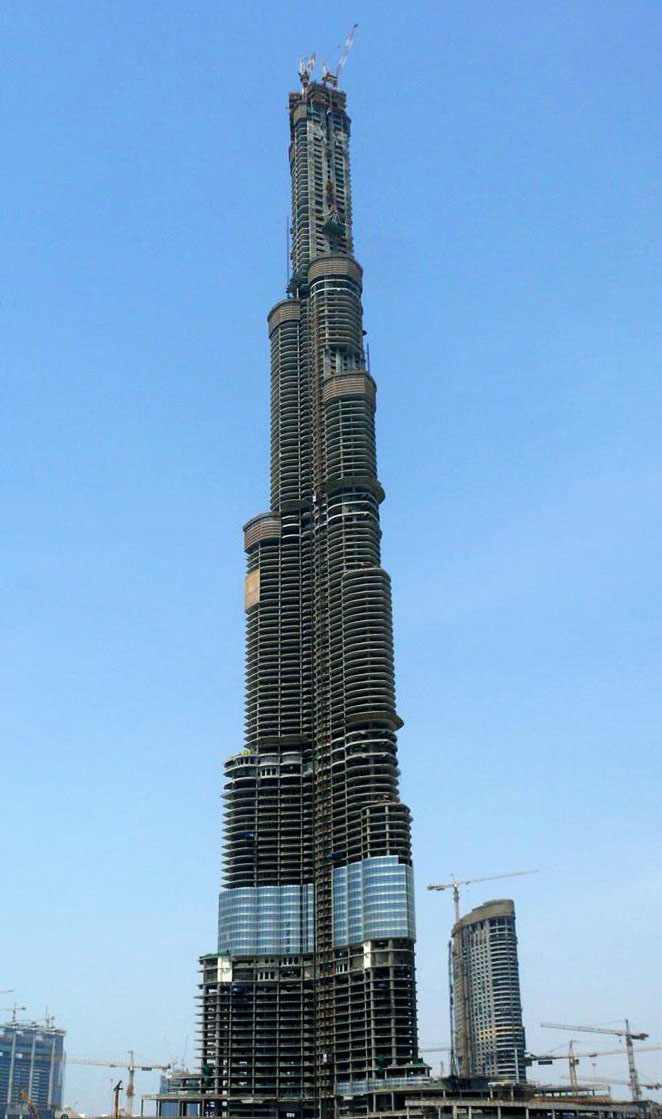
Burdż Chalifa, Dubaj

Mechanika konstrukcji budowlanych – dział wiedzy związany z inżynierią lądową, skupiający się na analizie i projektowaniu obiektów budowlanych, w taki sposób aby przeciwdziałać siłom działającym na ową konstrukcję, a tym samym zapobiegać możliwości jej zniszczenia.
Prekursorem nowoczesnej mechaniki konstrukcji był Leonardo da Vinci.